# 渭水

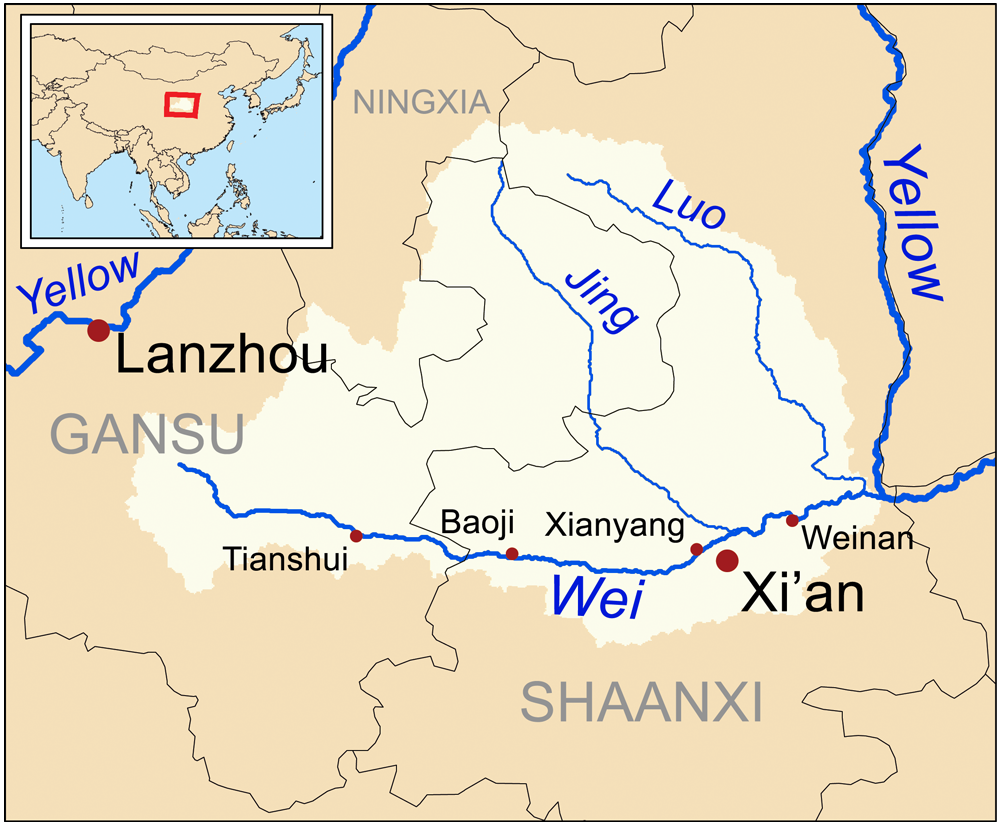
現代の渭水流域

渭水（いすい、拼音: wèishuǐ）は、黄河の支流の一つ。渭河（いが、拼音: wèihé）とも呼ぶ。

## 位置
甘粛省渭源県の西にある鳥鼠山（鳥鼠同穴山）を源流とする。陝西省咸陽市の南、西安市の北を流れて黄河中流の潼関で合流。全長818km。流域の盆地は関中（渭河平原）と呼ばれる。
支流には「涇渭」という熟語の出典にもなった涇水（けいすい、涇河）、洛水（らくすい、同名の黄河の支流とは異なる。洛河）、灞水（はすい、灞河）、白居易が元稹と別れた灃水（ほうすい、灃河）などがある。

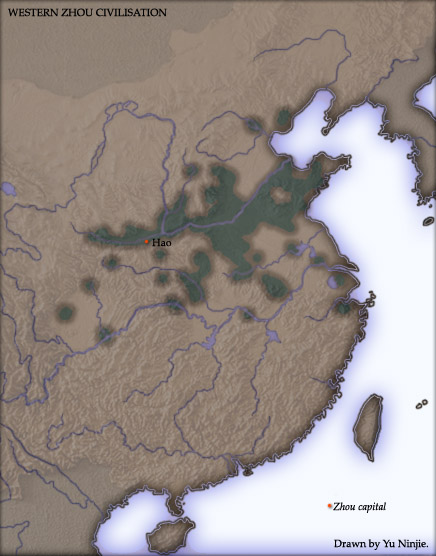
西周時代 (紀元前1050年 - 紀元前771年) の人口集中地域。渭水流域への拡がりに注目。

## 歴史
渭水の辺には、古来より多くの都が築かれた。主に西周の豊邑と鎬京、秦の咸陽城と前漢と隋唐の長安城が挙げられる。
殷末において、渭水の北岸で魚釣りをしていた太公望に、狩猟中だった周の文王が出会ったと史記に伝わる。宝鶏市には、この故事に依る姜太公釣魚台がある。
秦の始皇帝において、北岸の咸陽が都築される。前漢において、南岸に築かれた長安が都となる。三国時代、蜀の諸葛亮が行った北伐は、漢中から秦嶺山脈を越えて渭水上流に出て長安を目指す作戦であった。有名な五丈原の戦いの舞台となった五丈原（現在の宝鶏市岐山県）は、この川の南岸に位置する台地である。
隋唐代において再び都となり、洛陽との交通における南方からの食料の輸送を担った。詩歌の題材にも採られ、北岸の渭城は、都から遠方への旅人を送る漢詩に多く詠われている。
後に黄河の氾濫により水運に支障が出始め、又時代と共に河川舟運より海運が主流となると国都も中国東側に移り、渭水の役割は大幅に減少した。現在では、慢性的な水不足と生活廃水、工業排水による水質悪化が著しく、中国の水質基準では最悪の「劣質5」に認定されている。

## 漢籍・文化の中の「渭水」

### 漢詩
岑参「見渭水思秦川」
王維「送元二使安西」
陸游「塞上曲」
なお、陸游は渭南県伯の称号を与えられたため「陸渭南」とも称され、その文集は『渭南文集』と呼ばれている。

### 渭水にあやかった地名
四国西南部の高知県幡多地方・愛媛県南予地方にまたがる一帯は「渭南」とも呼ばれる（「渭南海岸」など）。もともと幡多地方の一部が「以南」と呼ばれていたが、明治期に高知県以南地域と愛媛県南予地域の教育者が会合を開いた際に、両地域にまたがる呼称として「渭南」が提唱された。これは四万十川を渭水になぞらえ、文傑の士を輩出した土地にあやかったものとされている。
徳島県徳島市の徳島城のある山は、中世に「渭山（渭ノ山）」と言われ、市内を流れる助任川は「渭水」、山の周辺に発展した港は「渭津（渭ノ津）」と呼ばれた。これについては、室町幕府の管領で阿波守護を務めた細川頼之が、周辺の風景を長安の画景に喩え、助任川を渭水に見立てて命名したという伝説があるが、もともと「猪山」と呼んでいた山に「渭山」の字を当てたとの説もある。1585年に阿波国の領主となった蜂須賀家政はこの地を「徳島」と命名したが、江戸時代初期に地名を「渭津」（あるいは「猪津」）に戻した時期がある。このことから、徳島市街を東西南北に分けた際にそれぞれ渭東・渭西・渭南・渭北と呼んだ。このうち渭北地区と渭東地区については現代も行政的に用いられている。